# Valeria Cappellotto
Valeria Cappellotto (28 de enero de 1970-17 de septiembre de 2015) fue una deportista y ciclista italiana.
Hermana de Alessandra Cappellotto, campeona del mundo en 1999.
Valeria Capellotto fue Campeona Italiana de Ciclimso en Ruta en 1999.
Obtuvo varias victorias en el Giro de Italia, el Tour de Francia y la Emakumeen Bira, el Giro della Toscana o el Trofeo Binda. Y participó en dos Juegos Olímpicos de Barcelona 1992 y Sídney 2000.
Falleció el 17 de septiembre de 2015 a los 45 años.